# 裁決委員
裁決委員（さいけついいん）とは、着順の確定や制裁など競馬に関する一定の事務を執り行う者のことである。
競馬の開催を担当している開催執務委員の一種で、関係者不祥事などの処分を検討・決定する裁定委員会とは別である。
以下、日本の中央競馬における裁決委員について記述する。

## 裁決委員の職務

### 概要
日本中央競馬会競馬施行規程第181条に規定されている職務は以下の通り。
- 着順の確定
- 走行の妨害の申し立ての採決
- 出走馬または騎手に対する保安措置
- 制裁
- 競馬の公正を害すべき行為の取り締まりに関する事務

### 詳細

#### 着順の確定
全出走馬の決勝線入線後、裁決室から検量室へ移動し、レース後の騎手の検量（後検量）に異常がないことを確認した上で着順の確定を行う。ただし、以下の場合には審議を行った上で確定を行う。（なお、審議が行われる場合には着順掲示板に「審議」と表示される。詳細については審議 (競馬)を参照。）
- 競走中に着順を変更する可能性のある出来事が起こったと判断した場合。
- 全出走馬の決勝線入線後、馬主、騎手、調教師などから走行妨害の申し立て（他の出走馬から走行妨害を受けたという申し立て）があった場合。
- 負担重量について審議する必要があると認めた場合。

審議の結果着順に変更がない場合は入線した順（到達順位）の通り確定を行い、着順を変更する必要があると認めた場合には着順変更の措置（詳細については降着制度を参照）をとった上で確定を行う。

#### 走行の妨害の申し立ての裁決
走行の妨害の申し立てとは、前述のように全出走馬の決勝線入線後に馬主、騎手、調教師などによって行われる他の出走馬から走行妨害を受けたという申し立てのことである。この場合、申し立ての際に申請者側が3万円を支払うことになっている。

#### 出走馬または騎手に対する保安措置
出走予定馬および騎乗予定騎手の異常について出走または騎乗が不適当と判断した場合、あるいは騎乗予定騎手の体重が負担重量を超過した場合は、当該馬について出走取消を許可しまたは競走から除外し、当該騎手について騎手変更を許可する。ただし、騎手の体重超過の場合は、裁決委員あるいは出走する陣営側が超過しての騎乗を認めた場合には、体重超過分の負担重量を0.5kgないし1kg単位に切り上げて増加させた上で騎手変更を行わない場合もある。なお、騎乗が不適当または騎手の体重超過によるものの場合は、騎手の変更の有無にかかわらず、騎手側は制裁の対象となる（騎手が変更した場合は、騎乗不適当と判断されて交代をさせられた騎手のみが制裁対象となり、急遽交代して代理で騎乗した騎手に対しては制裁対象とならない）。

#### 制裁
競馬開催期間内に日本中央競馬会競馬施行規程に違反した競馬関係者に対する制裁および競走中に悪癖を呈した競走馬に対する処分を行う。制裁には「戒告」、「過怠金」、および「調教または騎乗の停止」があり、処分には「出走停止」がある。さらに競走馬については再度調教審査を受けるよう命じることができる。処分の通知は書面によって行われる。

#### 競馬の公正を害すべき行為の取り締まりに関する事務
中央競馬では競馬の公正を確保するため、各競馬場内およびトレーニングセンター内には調整ルームが設けられている。裁決委員は調整ルームの管理を行っている。

## 構成・勤務形態
一競馬場につき3名で構成される。競走中には裁決室（競馬場内のスタンド最上階にある）から競走を監視する。監視は双眼鏡とパトロールビデオを用いて行う。

## 裁決委員を補佐する者
- ハンデキャップ作成委員（ハンデキャッパー）・獣医委員 - 競走中に裁決室内で情報・資料を提供し裁決委員を補佐する。
- 走路監視委員 - 競走中にコース内の各コーナーにあるパトロールタワーから競走を監視し、異常を見つけた場合に裁決委員に報告する。
- 決勝審判委員 - タイムの計測や写真判定を担当し、判定の結果の報告を裁決委員に行う。

## その他の業務
- 騎手を補佐するバレットの採用試験の面接を担当している。